# Coupe du monde féminine de football des moins de 20 ans 2012
Navigation
Édition précédente Édition suivante
La Coupe du monde féminine de football des moins de 20 ans 2012 est la sixième édition d'une compétition apparue en 2002 et qui a lieu tous les deux ans.
Le 3 mars 2011, le comité exécutif de la Fédération internationale de football association (FIFA) désigne l'Ouzbékistan pour accueillir la compétition. L'organisation est retirée aux Ouzbeks en décembre 2011, constatant les « problèmes logistiques et techniques » du pays ; le Japon prend officiellement sa place le 8 février 2012.
Les pays participants doivent passer les compétitions continentales.
Le tournoi se déroule du 19 août au 8 septembre 2012 et est remporté par les États-Unis qui battent en finale l'Allemagne par 3 buts à 0. C'est le troisième titre mondial des Américaines dans cette catégorie d'âge. Les Japonaises terminent à la troisième place.

## Sites
| Rifu                             | Saitama                                | Tokyo                             | Kōbe                                                | Hiroshima                            |
| -------------------------------- | -------------------------------------- | --------------------------------- | --------------------------------------------------- | ------------------------------------ |
| Miyagi Stadium Capacité : 49 133 | Urawa Komaba Stadium Capacité : 21 500 | Stade Olympique Capacité : 48 000 | Kobe Universiade Memorial Stadium Capacité : 45 000 | Hiroshima Big Arch Capacité : 50 000 |
|                                  |                                        |                                   |                                                     |                                      |

## Équipes qualifiées
| Europe (UEFA) 4 places Championnat d'Europe des moins de 19 ans | Amérique du Sud (CONMEBOL) 2 places Sudamericano Femenino des moins de 20 ans                                                      | Afrique (CAF) 2 places Championnat d'Afrique des moins de 20 ans                  |
| --------------------------------------------------------------- | --- | --------------------------------------------------------------------------------- |
| - Allemagne - Italie - Norvège - Suisse                         | - Brésil - Argentine | - Ghana - Nigeria                                                                 |
| Océanie (OFC) 1 place Coupe d'Océanie des moins de 20 ans       | Amérique du Nord, Centrale et Caraïbes (CONCACAF) 3 places Championnat d'Amérique du Nord, centrale et Caraïbe des moins de 20 ans | Asie (AFC) 3 places + 1 du pays hôte Coupe d'Asie des nations des moins de 19 ans |
| - Nouvelle-Zélande                                              | - États-Unis - Canada - Mexique | - Chine - Corée du Nord - Corée du Sud - Japon (pays hôte)                        |

## Tirage au sort
| Chapeau 1                             | Chapeau 2                         | Chapeau 3                       | Chapeau 4                                |
| ------------------------------------- | --------------------------------- | ------------------------------- | ---------------------------------------- |
| Japon Corée du Nord Brésil États-Unis | Chine Corée du Sud Canada Mexique | Allemagne Italie Norvège Suisse | Ghana Nigeria Argentine Nouvelle-Zélande |

| Groupe A         | Groupe B     | Groupe C      | Groupe D   |
| ---------------- | ------------ | ------------- | ---------- |
| Japon            | Brésil       | Corée du Nord | États-Unis |
| Mexique          | Corée du Sud | Canada        | Chine      |
| Suisse           | Italie       | Norvège       | Allemagne  |
| Nouvelle-Zélande | Nigeria      | Argentine     | Ghana      |

## Résultats

### Premier tour

#### Groupe A
|   | Équipe           | Pts | J | G | N | P | BP | BC | Diff |
| - | ---------------- | --- | - | - | - | - | -- | -- | ---- |
| 1 | Japon            | 7   | 3 | 2 | 1 | 0 | 10 | 3  | +7   |
| 2 | Mexique          | 6   | 3 | 2 | 0 | 1 | 7  | 4  | +3   |
| 3 | Nouvelle-Zélande | 4   | 3 | 1 | 1 | 1 | 4  | 7  | -3   |
| 4 | Suisse           | 0   | 3 | 0 | 0 | 3 | 1  | 8  | -7   |

| 19 août | Nouvelle-Zélande | 2 - 1 | Suisse           |
| 19 août | Japon            | 4 - 1 | Mexique          |
| 22 août | Mexique          | 2 - 0 | Suisse           |
| 22 août | Japon            | 2 - 2 | Nouvelle-Zélande |
| 26 août | Mexique          | 4 - 0 | Nouvelle-Zélande |
| 26 août | Suisse           | 0 - 4 | Japon            |

#### Groupe B
|   | Équipe       | Pts | J | G | N | P | BP | BC | Diff |
| - | ------------ | --- | - | - | - | - | -- | -- | ---- |
| 1 | Nigeria      | 7   | 3 | 2 | 1 | 0 | 7  | 1  | +6   |
| 2 | Corée du Sud | 6   | 3 | 2 | 0 | 1 | 4  | 2  | +2   |
| 3 | Brésil       | 2   | 3 | 0 | 2 | 1 | 2  | 4  | -2   |
| 4 | Italie       | 1   | 3 | 0 | 1 | 2 | 1  | 7  | -6   |

| 19 août | Brésil       | 1 - 1 | Italie       |
| 19 août | Nigeria      | 2 - 0 | Corée du Sud |
| 22 août | Brésil       | 1 - 1 | Nigeria      |
| 22 août | Italie       | 0 - 2 | Corée du Sud |
| 26 août | Italie       | 0 - 4 | Nigeria      |
| 26 août | Corée du Sud | 2 - 0 | Brésil       |

#### Groupe C
|   | Équipe        | Pts | J | G | N | P | BP | BC | Diff |
| - | ------------- | --- | - | - | - | - | -- | -- | ---- |
| 1 | Corée du Nord | 9   | 3 | 3 | 0 | 0 | 15 | 3  | +12  |
| 2 | Norvège       | 6   | 3 | 2 | 0 | 1 | 8  | 6  | +2   |
| 3 | Canada        | 3   | 3 | 1 | 0 | 2 | 8  | 4  | +4   |
| 4 | Argentine     | 0   | 3 | 0 | 0 | 3 | 1  | 19 | -18  |

| 20 août | Corée du Nord | 4 - 2 | Norvège       |
| 20 août | Argentine     | 0 - 6 | Canada        |
| 23 août | Corée du Nord | 9 - 0 | Argentine     |
| 23 août | Norvège       | 2 - 1 | Canada        |
| 27 août | Norvège       | 4 - 1 | Argentine     |
| 27 août | Canada        | 1 - 2 | Corée du Nord |

#### Groupe D
|   | Équipe     | Pts | J | G | N | P | BP | BC | Diff |
| - | ---------- | --- | - | - | - | - | -- | -- | ---- |
| 1 | Allemagne  | 9   | 3 | 3 | 0 | 0 | 8  | 0  | +8   |
| 2 | États-Unis | 4   | 3 | 1 | 1 | 1 | 5  | 4  | +1   |
| 3 | Chine      | 4   | 3 | 1 | 1 | 1 | 2  | 5  | -3   |
| 4 | Ghana      | 0   | 3 | 0 | 0 | 3 | 0  | 6  | -6   |

| 20 août | Ghana      | 0 - 4 | États-Unis |
| 20 août | Allemagne  | 4 - 0 | Chine      |
| 23 août | Ghana      | 0 - 1 | Allemagne  |
| 23 août | États-Unis | 1 - 1 | Chine      |
| 27 août | États-Unis | 0 - 3 | Allemagne  |
| 27 août | Chine      | 1 - 0 | Ghana      |

### Tableau final
|  | Quarts de finale  | Quarts de finale    |                     |                     | Demi-finales           | Demi-finales           |   |  | Finale              | Finale              |
|  | Quarts de finale  | Quarts de finale    |                     |                     | Demi-finales           | Demi-finales           |   |  | Finale              | Finale              |
|  |                   |                     |                     |                     |                        |                        |   |  |                     |                     |
|  | 30 août - Tokyo   | 30 août - Tokyo     |                     |                     | 4 septembre - Tokyo    | 4 septembre - Tokyo    |   |  | 8 septembre - Tokyo | 8 septembre - Tokyo |
|  | 30 août - Tokyo   | 30 août - Tokyo     |                     |                     | 4 septembre - Tokyo    | 4 septembre - Tokyo    |   |  | 8 septembre - Tokyo | 8 septembre - Tokyo |
|  | Nigeria           | 1 ap                |                     |                     | 4 septembre - Tokyo    | 4 septembre - Tokyo    |   |  | 8 septembre - Tokyo | 8 septembre - Tokyo |
|  | Nigeria           | 1 ap                |                     |                     | 4 septembre - Tokyo    | 4 septembre - Tokyo    |   |  | 8 septembre - Tokyo | 8 septembre - Tokyo |
|  | Mexique           | 0                   |                     |                     | 4 septembre - Tokyo    | 4 septembre - Tokyo    |   |  | 8 septembre - Tokyo | 8 septembre - Tokyo |
|  | Mexique           | 0                   | Nigeria             | 0                   |                        |                        |   |  | 8 septembre - Tokyo | 8 septembre - Tokyo |
|  | 31 août - Saitama |                     | Nigeria             | 0                   |                        |                        |   |  | 8 septembre - Tokyo | 8 septembre - Tokyo |
|  |                   | États-Unis          | 2                   |                     |                        |                        |   |  | 8 septembre - Tokyo | 8 septembre - Tokyo |
|  | Corée du Nord     | États-Unis          | 2                   | 1                   |                        |                        |   |  | 8 septembre - Tokyo | 8 septembre - Tokyo |
|  | Corée du Nord     |                     |                     | 1                   |                        |                        |   |  | 8 septembre - Tokyo | 8 septembre - Tokyo |
|  | États-Unis        | 2 ap                |                     |                     |                        |                        |   |  | 8 septembre - Tokyo | 8 septembre - Tokyo |
|  | États-Unis        | 2 ap                | États-Unis          | 1                   |                        |                        |   |  |                     |                     |
|  | 30 août - Tokyo   |                     | États-Unis          | 1                   |                        |                        |   |  |                     |                     |
|  |                   | Allemagne           | 0                   |                     |                        |                        |   |  |                     |                     |
|  | Japon             | Allemagne           | 0                   | 3                   |                        |                        |   |  |                     |                     |
|  | Japon             | 4 septembre - Tokyo |                     | 3                   |                        |                        |   |  |                     |                     |
|  | Corée du Sud      | 1                   |                     |                     |                        |                        |   |  |                     |                     |
|  | Corée du Sud      | 1                   | Japon               | 0                   |                        |                        |   |  |                     |                     |
|  | 31 août - Saitama | 31 août - Saitama   | Japon               | 0                   | Match pour la 3e place | Match pour la 3e place |   |  |                     |                     |
|  | 31 août - Saitama | 31 août - Saitama   |                     | Allemagne           | Match pour la 3e place | Match pour la 3e place | 3 |  |                     |                     |
|  | Allemagne         | 4                   | 8 septembre - Tokyo | 8 septembre - Tokyo |                        |                        | 3 |  |                     |                     |
|  | Allemagne         | 4                   | 8 septembre - Tokyo | 8 septembre - Tokyo |                        |                        |   |  |                     |                     |
|  | Norvège           | 0                   |                     | Nigeria             | 1                      |                        |   |  |                     |                     |
|  | Norvège           | 0                   |                     | Nigeria             | 1                      |                        |   |  |                     |                     |
|  |                   |                     |                     |                     |                        |                        |   |  | Japon               | 2                   |
|  |                   |                     |                     |                     |                        |                        |   |  | Japon               | 2                   |

## Récompenses individuelles
Le Ballon d'or est attribué à la meilleure joueuse du tournoi, le Soulier d'or étant lui attribué à la meilleure buteuse. Le Gant d'or est attribué à la meilleure gardienne de but de la compétition. Le Prix du fair-play de la FIFA est attribué à l'équipe ayant fait preuve du plus bel esprit sportif et du meilleur comportement.
| Prix              | Lauréat            |
| ----------------- | ------------------ |
| Ballon d'or       | Dzsenifer Marozsan |
| Soulier d'or      | Kim Un-hwa         |
| Gant d'or         | Laura Benkarth     |
| Prix du fair-play | Japon              |